# Colangitis biliar primaria
La colangitis biliar primaria o colangitis  destructiva crónica no supurativa, anteriormente conocida como cirrosis biliar primaria, es una enfermedad hepática autoinmune infrecuente que afecta principalmente a mujeres en la edad media de la vida. Su antigua denominación como cirrosis biliar primaria era poco acertada, ya que no todas las personas con este diagnóstico están en etapa de cirrosis. La enfermedad se caracteriza por producir colestasis, es decir, disminución de la excreción de la bilis. Se asimila a otra enfermedad colestásica llamada colangitis esclerosante primaria.
Afecta 1 en cada 3000 personas, siendo 9 veces más común en mujeres.

## Causas
La causa exacta de la cirrosis biliar primaria se desconoce. Se cree que existen factores genéticos y ambientales que inducen a células del sistema inmune (linfocitos T) a atacar los conductos biliares intrahepáticos, llevando a su destrucción progresiva. Esto produce acumulación de sustancias tóxicas en el hígado, particularmente ácidos biliares que, por su efecto detergente producen daño de las células hepáticas. Este daño va seguido por desarrollo de inflamación, fibrosis y eventualmente cirrosis e insuficiencia hepática.
La mayoría de las personas con CBP (más del 90 %) tienen anticuerpos antimitocondriales (AMA) contra el complejo piruvato deshidrogenasa (PDC-E2), un complejo enzimático que se encuentra en las mitocondrias. Las personas que son negativas para AMA generalmente se encuentran positivas cuando se usan métodos de detección más sensibles.
Se ha especulado de varios agentes infecciosos que podrían desencadenar la enfermedad. Entre los agentes implicados figuran la Chlamydophila pneumoniae, el Propionibacterium acnes y algunos retrovirus. Esto ha dado pie a estudios que utilizan medicamentos antirretrovirales como tratamiento de esta enfermedad. El componente genético está apoyado en el hecho de que la enfermedad es más frecuente en familiares de los afectados. Por último, el microquimerismo fetal, es decir, la persistencia de células fetales en la madre después del embarazo, también se ha propuesto como relacionado con el desarrollo de la cirrosis biliar primaria.

## Manifestaciones clínicas
La colangitis biliar primaria puede no presentar síntomas por largos períodos de tiempo y ser pesquisada solo por exámenes de sangre. Las manifestaciones de la cirrosis biliar primaria incluyen:
- Fatiga: Es uno de los síntomas más frecuentes de esta enfermedad.
- Prurito (picazón): Este síntoma puede llegar a ser muy intenso y no es raro que los pacientes hayan sido evaluado por varios dermatólogos antes de hacerse el diagnóstico.
- Pigmentación de la piel: La piel puede tomar un tono más oscuro en algunos pacientes.
- Ictericia: En etapas más avanzadas puede haber aumento de los niveles de bilirrubina en la sangre que se manifiesta con el característico color amarillento de la piel y escleras (el blanco del ojo).
- Acolia y Coluria
- Dolores articulares
- Síndrome de Sjögren: Caracterizado por falta de producción de lágrimas o saliva, generando boca seca e irritación conjuntival.
- Síndrome CREST: Es una forma de esclerodermia localizada caracterizada entre otras cosas por trastornos de la motilidad esofágica y por fenómeno de Raynaud (cambio de coloración de las manos, pies, punta de la nariz y/o pezones al exponerse al frío o, en menor grado, en situaciones de estrés emocional).
- Otras enfermedades autoinmunes: El hipotiroidismo es frecuente hasta en un 20% de los pacientes. Otras enfermedades como enfermedad celíaca y colitis ulcerosa son más frecuentes en los afectados.
- Dolor abdominal: Aproximadamente el 15% de los pacientes presenta dolor en la zona del hígado, sin clara explicación.
- Osteoporosis: Los pacientes afectados están en riesgo de desarrollar osteoporosis, es decir, disminución de la densidad ósea, con el consiguiente riesgo de fracturas.
- Hipercolesterolemia: Hallazgo frecuente. Afortunadamente las personas con cirrosis biliar primaria no tienen un riesgo mayor de desarrollar complicaciones (ateroesclerosis) debido al colesterol elevado.

## Diagnóstico

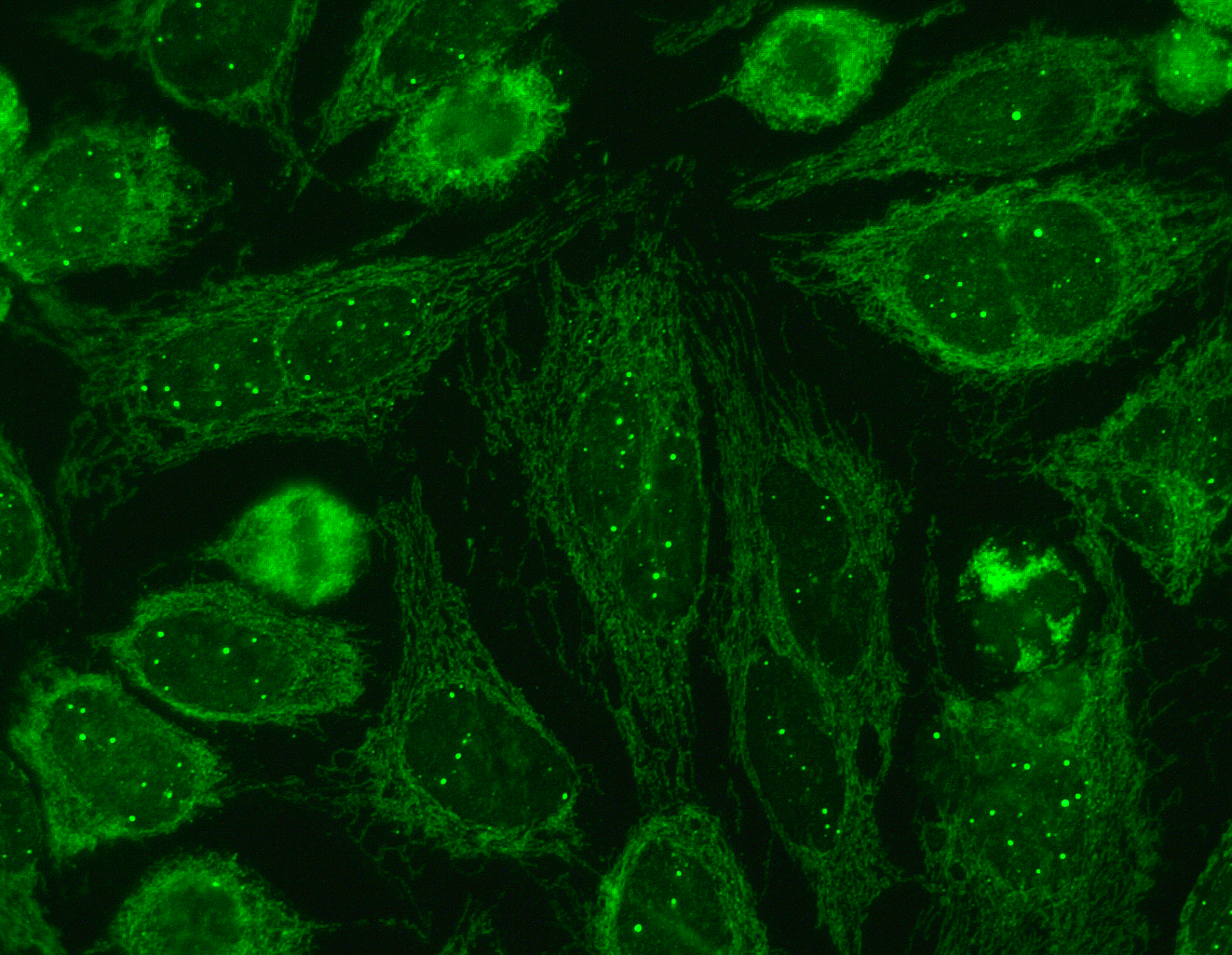
Patrón de tinción por inmunofluorescencia de los anticuerpos SP100 (puntos nucleares) y los anticuerpos antimitochondriales.

El diagnóstico se sospecha en alguien con las manifestaciones clínicas descritas o ante el hallazgo en exámenes de rutina de elevaciones de las fosfatasas alcalinas. Los anticuerpos antimitocondriales (AAM) son el marcador que le da el sello a la enfermedad y están presentes en 92% a 95% de los casos, siendo muy específicos. Los 5 a 8% sin AAM tienen anticuerpos antinucleares (AAN), lo que indica tratarse de un subtipo de esa enfermedad denominado colangitis autoinmune primaria. Se realizan además exámenes de imagen de las vías biliares; habitualmente una ecografía abdominal es suficiente, pero ocasionalmente es necesario hacer una resonancia nuclear magnética (colangioresonancia) o incluso una colangiografía retrógrada.
Habitualmente el diagnóstico se confirma realizando una biopsia hepática. Esta tiene la ventaja adicional de dar información acerca de la etapa de la enfermedad, que se gradúa en una escala de 0 a 4, siendo 0 ausencia de fibrosis y 4 equivalente a cirrosis.

## Tratamiento
El tratamiento ideal de la colangitis biliar primaria debería ser capaz de controlar el proceso inflamatorio y destructivo de los conductos biliares y además tratar los síntomas derivados de la colestasia crónica. Desafortunadamente, el tratamiento disponible actualmente no es capaz de lograr el primer objetivo.
El medicamento más usado es el ácido ursodesoxicólico (ursodiol). Este es un ácido biliar muy bien tolerado, con muy pocos efectos adversos, considerado como la primera línea de tratamiento. Es importante usar dosis adecuadas (13 a 15 mg por kg de peso al día).
Otros tratamientos de segunda línea incluyen la colchicina y el metotrexato.

## Pronóstico
La colangitis biliar primaria tiene una evolución sumamente variable. Muchas veces tiende a avanzar en forma lenta pero progresiva en períodos de tiempo variable, habitualmente años. El tratamiento puede retrasar esta evolución, pero no siempre es capaz de detener o revertir el daño. Debido a esto en algunos casos en que la enfermedad ha progresado, es necesario plantear el trasplante hepático. Afortunadamente el pronóstico de los pacientes trasplantados por cirrosis biliar primaria es muy bueno.
La escala  de riesgo de Mayo es el sistema de mejor pronóstico y más utilizado. Es superior a la puntuación de Child-Pugh en la predicción del pronóstico.